# Roś
Roś (deutsch Roschsee, auch: Warschausee) ist ein See auf dem Gebiet der polnischen Stadt Pisz (Johannisburg) im Powiat Piski (Kreis Johannisburg) in der Woiwodschaft Ermland-Masuren.
Der See ist ca. 11,4 km lang, maximal 0,7 km breit und 18,9 km² groß. Er ist bis zu 31,8 m tief und gehört zu den 20 größten Seen Polens. Nordwestlich schließt sich der Śniardwy (Spirdingsee) an. Beide gehören zur Masurischen Seenplatte.
Der See wird von den Flüsschen Konopka und Święcek gespeist; aus ihm entspringt die Pisa (Pissek). Der südliche Teil des Spirdingsees heißt Seksty (Sexter See). Über den vom Sexter See abzweigenden, von 1845 bis 1849 gebauten Jeglinner/Wagenauer Kanal besteht eine Verbindung zum Roschsee.